# Everger

Stifterbild des Everger-Epistolars der Dombibliothek Köln (Hs. 143, fol. 3r/4v): Everger überreicht den thronenden Aposteln Petrus und Paulus das Werk.

Everger († 11. Juni 999 in Köln) war von 985 bis 999 Erzbischof des Erzbistums Köln.
Über die Herkunft und das Geburtsdatum von Erzbischof Everger ist nichts bekannt. Er hatte, bevor er Erzbischof von Köln wurde, schon Tätigkeiten im Umfeld des Kölner Domkapitels übernommen.
986 versetzte der Erzbischof angeblich die Mönche der Abtei Gladbach in die Abtei Groß St. Martin in Köln, wo er die wenigen dort lebenden Kleriker zwang, die Profess abzulegen oder wegzugehen. Die Güter der Abtei Gladbach teilte er unter seinen Rittern auf. Schließlich siedelte er die Mönche doch wieder in ihre ehemalige Abtei zurück, ohne ihnen jedoch ihre Güter zu erstatten. In St. Kunibert behauptete man später, dass der Erzbischof das Stift „geplündert“ habe. Beide Anklagen stammen aus späterer Zeit, wobei unklar ist, woher der Zorn auf den Erzbischof stammt und inwieweit diese Anklage den Tatsachen entspricht. Der späteren Wiederherstellung der Gladbacher Abtei - verbunden mit einem Tausch verdanken die Orte Lobberich, Tegelen und Venlo ihre erste urkundliche Erwähnung.
989 schenkte nach einer gefälschten Urkunde Erzbischof Everger den Herrenhof Rodenkirchen, der große Teile des heutigen Kölner Stadtteils Rodenkirchen umfasste, der Abtei Groß St. Martin. Dieselbe Abtei erhielt danach 989 auch den Fronhof in Esch samt Ländereien. Im Jahr 991 veranlasste Erzbischof Everger die Bestattung der Kaiserin Theophanu in St. Pantaleon.
Zwischen 985 und seinem Tod am 11. Juni 999 stiftete er ein Epistolar, das als Hs. 143 in der Dombibliothek aufbewahrt wird. Everger wurde im Kölner Dom beigesetzt.